# 未婚节孝坊
未婚节孝坊，是位于福建省福州市罗源县飞竹镇守善村的一个清代贞节牌坊，1986年入选第二批罗源县文物保护单位。
未婚节孝坊是道光十六年（1836年）清朝礼部为叶雪娥立的牌坊，嘉奖她20岁未嫁丧夫，居孀奉养婆母。坊为青石构造，高5.6米，楼阁式，单檐4柱3门，中门最大，高2.75米，宽1.95米，有形态各异的浮雕，坊额上饰以双狮戏球浮雕，有“未婚节孝”4字石匾。